# 123 км (зупинний пункт, Львівська залізниця)
123 кілометр (також Велика Явора) — пасажирський залізничний зупинний пункт Львівської дирекції Львівської залізниці.
Розташований на півночі села Явора, Турківський район Львівської області на лінії Самбір — Чоп між станціями Бойківська (3 км) та Явора (2 км).
Станом на травень 2019 року щодня п'ять пар електропотягів прямують за напрямком Львів — Сянки.